# Neisha
Neisha (pravo ime Neža Buh), slovenska pevka pop glasbe, skladateljica in klaviaturistka, * 5. januar 1982, Ljubljana
Leta 2006 je bila njena pesem "Planet za zadet" uporabljena v oglasu za SiOL. Tega leta je prejela platinasto ploščo za več kot 10.000 prodanih izvodov svojega debitantskega albuma.
Leta 2011 je pozirala kot sanjsko dekle v slovenskem Playboyu.

### Zgodnja leta in študij
Kot otrok se je preselila iz Ljubljane v Hlavče njive pri Trebiji v Poljanski dolini. Obiskovala je Osnovno šolo Ivana Tavčarja v Gorenji vasi. Glasbeni šoli je obiskovala v Cerknem in Škofji Loki. Kot srednješolka je igrala klaviature v zasedbi Ulixes.
V Ljubljani je končala Srednjo glasbeno šolo in Akademijo za glasbo, kjer je študirala klavir in kompozicijo.

### Začetki
Leta 2002 je na klaviaturah spremljala Aniko Horvat na njeni promocijski turneji.

### Kritike
Kritik revije Mladina je njen prvi album iz leta 2005 označil za povprečnega in predvidljivega kljub njenim visokim ambicijam in besedilom Roka Vilčnika.

## Nagrade in priznanja
- 2000: Škerjančeva nagrada (klavir, glasbeni stavek)[10]
- 2006: srf za najboljšo pop skladbo ("Planet za zadet"; 3. Slovenski radijski festival - SRF 2005)
- 2006: viktor 2005 za najboljšega glasbenega izvajalca
- 2007: nominacija za naziv Slovenka leta 2006[11]
- 2007: nominacija za naziv Femme fatale 2007[12]

## Diskografija

### Albumi
- Neisha (Nika Records, 2005) (COBISS) - platinasta plošča (več kot 10.000 prodanih izvodov)[2]
- Neisha - dvojni CD, posebna izdaja (Nika Records, 2006) (COBISS)
- Nor je ta svet (Nika Records, 2007) (COBISS)
- Krila (Nika Records, 2010) (COBISS)
- Radiofonika (ZKP RTV, 2012) (COBISS)
- Za vesoljke in kavboje (Nika Records, 2013) (COBISS)
- Vrhovi (Nika Records, 2017) (COBISS)
- Dvigam jadra (Nika Records, 2022)

## Sodelovanja na glasbenih festivalih kot avtorica glasbe/besedila/aranžmaja

### EMA
- 2010: Nuša Derenda - Sanjajva (Neisha/Neisha/Dejan Radičević, Neisha) (9. mesto)